# CEP Fleurus
Cercle d’Education Physique Fleurus ist eine belgische Basketballmannschaft aus Fleurus. Die Herrenmannschaft des Vereins hatte ihre erfolgreichste Zeit in den 1980er Jahren, als sie mehrmals an europäischen Vereinswettbewerben. In der Saison 2012/13 spielte die Herrenmannschaft in der zweiten belgischen Division Nationale 2.

## Geschichte
Nach der Gründung der Mannschaft im Jahr 1925 trat sie 1936 dem Verband bei und beteiligte sich nach dem Krieg auch an Meisterschaftsspielen. Einen sportlichen Aufschwung nahm die Mannschaft nach der Übernahme der Präsidentschaft durch André Robert im Jahr 1965, der diese 38 Jahre bis 2003 innehaben sollte. 1969 gelang bereits der Aufstieg in die zweite belgische Division und die Errichtung der Halle Bonsecours ermöglichte auch die Weiterentwicklung der Mannschaft, die drei Jahre später in die höchste nationale Spielklasse aufstieg. Sechs Jahre später erfolgte die erste Teilnahme an einem europäischen Vereinswettbewerb, als man im Korać-Cup 1979/80 nach der erfolgreichen Qualifikation gegen Karşıyaka SK mit dem Ausscheiden gegen KK Borac Čačak die Gruppenphase verpasste. 1980 und zwei Spielzeiten später 1982 erreichte man mit dem dritten Platz in der Abschlusstabelle auch die besten Platzierungen in der belgischen Meisterschaft. Im Korać-Cup 1981/82 schied man ebenfalls vor der Gruppenphase aus, als an der Basketballmannschaft von Vasas Budapest scheiterte. Bereits ein Jahr später erfolgte 1983 der vorübergehende Abstieg in die zweite Klasse.
1985 gelang die Rückkehr in die höchste Spielklasse. Unter der Leitung des tschechoslowakischen Trainers Jiří Zedníček, bester Spieler der EM 1967, versuchte man sportlich weiter an Profil zu gewinnen und verlegte schließlich den Sitz der Mannschaft ins benachbarte Charleroi, wo man unter dem Sponsorennamen CEP Boigelot Charleroi antrat und erneut im Korać-Cup 1987/88 teilnahm. Erneut war vor der Gruppenphase Schluss, als man der renommierten europäischen Mannschaft von Real Madrid deutlich unterlag. Neue Sponsoren und Zuschauerunterstützung war jedoch nicht von Dauer, da bereits Ende der 1980er diese vom neuen lokalen Rivalen Spirou BC Charleroi streitig gemacht wurden. Der CEP verschwand daraufhin in der Versenkung.
2006 gelang der Herrenmannschaft nach der Rückkehr nach Fleurus der Gewinn der Meisterschaft in der dritten Spielklasse und die Rückkehr in die zweite Liga. Dort gewann man zwei Jahre später 2008 die Meisterschaft. Ein Aufstieg in die höchste Spielklasse war nicht möglich, da die Ethias League genannte Liga mittlerweile als geschlossene Klasse existierte und CEP Fleurus die finanziellen Mittel fehlten, um die Teilnahme an der geschlossenen Liga zu erreichen und dort mitzuhalten.

## Bekannte Spieler
- Lloyd Batts
- Stanislav Kropilák
- Jean-Marc Jaumin